# Magdeburger Justizskandal
Mit Magdeburger Justizskandal, auch Affäre Haas oder Affäre Kölling-Haas, wird der spektakuläre Schwurgerichtsprozess 1925/26 im Raubmordfall Helling-Haas in Magdeburg bezeichnet, der zur zentralen Justizdebatte der Weimarer Zeit wurde. Der 1948 gedrehte DEFA-Spielfilm Affaire Blum basiert auf dem Magdeburger Justizskandal.

## Prozess und Umfeld
Nach dem Raubmord am Buchhalter Hermann Helling im Jahr 1925 in Rottmersleben wurde der den Sozialdemokraten nahestehende, jüdische Fabrikant Rudolf Haas, früherer Arbeitgeber von Helling, der Tat verdächtigt. Die rechtskonservative Presse heizte die Stimmung in der Bevölkerung mit einseitiger Vorverurteilung und Polemik an. Der zuständige Untersuchungsrichter, der Magdeburger Landgerichtsrat Johannes Kölling, kämpfte völlig voreingenommen für eine Verurteilung von Haas. Selbst als der rechtsradikale Handelsschüler Richard Schröder aus Rottmersleben ein Tatgeständnis abgelegt und man die Leiche des Opfers in Schröders Haus gefunden hatte, hielten Kölling und der Landgerichtsdirektor Richard Hoffmann an der Täterschaft von Haas fest. Sie protestierten gegen die Beistellung des als besonders qualifiziert geltenden Kriminalkommissars Otto Busdorf  aus Berlin, die der sozialdemokratische Provinzoberpräsident Otto Hörsing verfügt hatte. Die Kontroverse eskalierte zu einer reichsweiten Debatte und führte zu einer dreitägigen Diskussion im Preußischen Landtag.
Nach der „Machtergreifung“ nahmen sich Haas und seine Frau das Leben. Landgerichtsrat Kölling wurde erst zum Landgerichtsdirektor in Magdeburg, später zum Landgerichtspräsidenten in Aurich befördert, Landgerichtsdirektor Hoffmann im Sommer 1933 zum ersten Präsidenten des Landgerichts in Groß-Berlin.
Andreas August Karl Koeppe, seit 1901 Pfarrer an der Rottmerslebener Kirche, führte mit Richard Schröder nach dessen Tat zahlreiche Gespräche. Er kannte den späteren Raubmörder seit dessen Taufe.